# ものしり英語塾
『シニアのためのものしり英語塾』（シニアのためのものしりえいごじゅく）、および『ものしり英語塾』（ものしりえいごじゅく）は、NHKラジオ第2放送で2005年度から2007年度にかけて放送された英語教育番組。
2005年は「シニアのための」という文言を入れていたが、2006年・2007年はそれを削り単に「ものしり英語塾」と改名し、一部リニューアルした。

## 講義の趣旨
当初は、タイトルにシニアとあるように、中高年をメインとして大学卒業した一般社会人から定年退職した人々までの幅広い世代を対象に、卒業後、英語から離れてしまったが、もう一度英語を勉強し直したいという視聴者のために、という意味合いで開始された。英語を楽しく勉強するという趣旨からか、番組では英語にまつわるトピックや歌について取り上げられているため、他の英語講座とは違う性格を持っていた。NHKの英会話講座に独自につけられているレベルの目安で、レベル3～4（中学3年～高校レベル）と位置づけられていた。
2008年3月28・29日放送分をもって終了し、2008年4月5日からは毎週1回土曜日の番組『英語ものしり倶楽部』として放送される。講師は大杉正明とリサ・ヴォートである。

## 放送時間
いずれも月曜から土曜日の放送だが、月曜日、水曜日、金曜日が本放送で、火曜日、木曜日、土曜日は前日の再放送となっている。
2005年度
- 午前7時45分 - 8時00分
- 午後3時10分 - 3時25分

2006年度・2007年度
- 午前7時45分 - 8時00分
- 午後0時10分 - 0時25分
- 午後11時45分 - 午前0時00分

## 放送内容
| 年度     | 月曜・火曜                                                              | 水曜・木曜 | 金曜・土曜 | 帯コーナー                                                                      |
| -------- | ----------------------------------------------------------------------- | --- | --- | ------------------------------------------------------------------------------- |
| 2005年度 | 大杉正明（清泉女子大学教授） 英語にまつわる様々な薀蓄などを大杉流に解説 | 馬越恵美子（桜美林大学教授） ポール・ジャクスン（ザ・デイリー読売記者） 同時通訳や時事英語等英語にまつわる話題についての解説 | ジェームス天願（ディスクジョッキー） 日本でもなじみのある洋楽を題材に、その歌のエピソードやそこにある単語を使った会話術の解説 | 松本茂（立教大学教授） 語法コーナー「ものしり語法塾」（2006年度は再放送）       |
| 2006年度 | 大杉正明（清泉女子大学教授） 英語にまつわる様々な薀蓄などを大杉流に解説 | 4-6月 馬越恵美子 各界著名人への英語にまつわるかかわりについてのインタビュー 7-9月 小林章夫（上智大学教授） イギリスの詩を読んでみよう 10-12月 佐久間康夫（青山学院大学教授） ウィリアム・シェークスピアの歌劇・ハムレットを楽しむ 1-3月 松本侑子（作家） 赤毛のアンを読む | ジェームス天願（ディスクジョッキー） 日本でもなじみのある洋楽を題材に、その歌のエピソードやそこにある単語を使った会話術の解説 | 松本茂（立教大学教授） 語法コーナー「ものしり語法塾」（2006年度は再放送）       |
| 2007年度 | 大杉正明（清泉女子大学教授） 英語にまつわる様々な薀蓄などを大杉流に解説 | 4-6月 馬越恵美子 英字新聞の読み方 7-9月 小林章夫 英語で楽しむ『くまのプーさん』 10-12月 マーシャ・クラッカワー（聖心女子大学教授。元NHK教育テレビジョンの「英語会話」担当） 日本の今を英語で発信 1-3月 佐久間康夫 名場面で楽しむシェイクスピア                            | ジェームス天願（ディスクジョッキー） 日本でもなじみのある洋楽を題材に、その歌のエピソードやそこにある単語を使った会話術の解説 | リサ・ヴォート（青山学院大学・明治大学非常勤講師） 単語コーナー「Word Watcher」 |

2006年度からは、水・木曜日のみ3ヶ月ごとに講師が交代することになった。